# Компасні рослини
Компасні рослини — рослини, листки яких розташовуються в площині магнітного меридіана, тобто з півночі на південь. Опівдні листя звернені ребром до сонячних променів. При цьому рослини не страждають від надмірного нагрівання й надмірної транспірації; в той же час інтенсивність їх фотосинтезу не знижується. Якщо компасна рослина зростає за розсіяного світла, то «магнітні» властивості, викликані пристосуванням до інтенсивного сонячного світла, в неї не виявляються.
Компасні рослини зазвичай трапляються в степах, напівпустелях й інших місцях з сильною інсоляцією. Найпоширеніша в Україні компасна рослина — латук дикий (Lactuca serriola), в Австралії — евкаліпт, у Північній Америці — сильфіум (Silphium laciniatum), який слугував компасом для піонерів американських прерій.

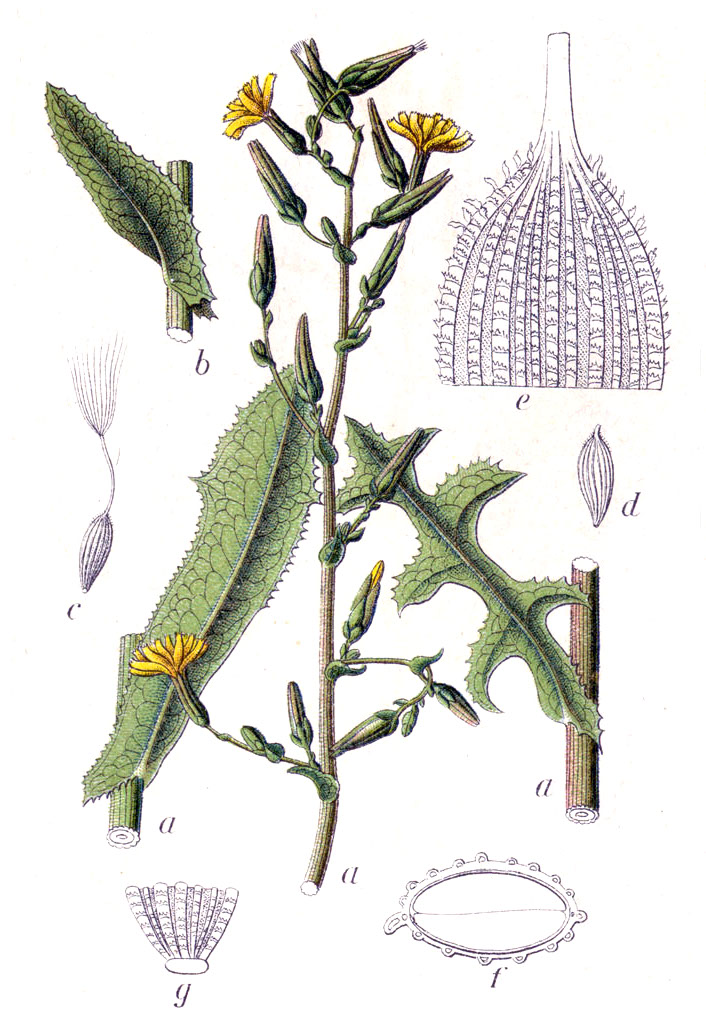
Латук дикий
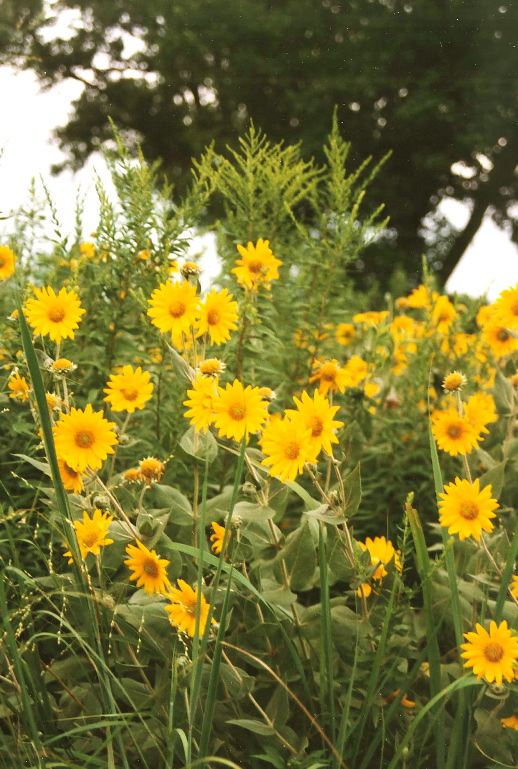
Сильфіум
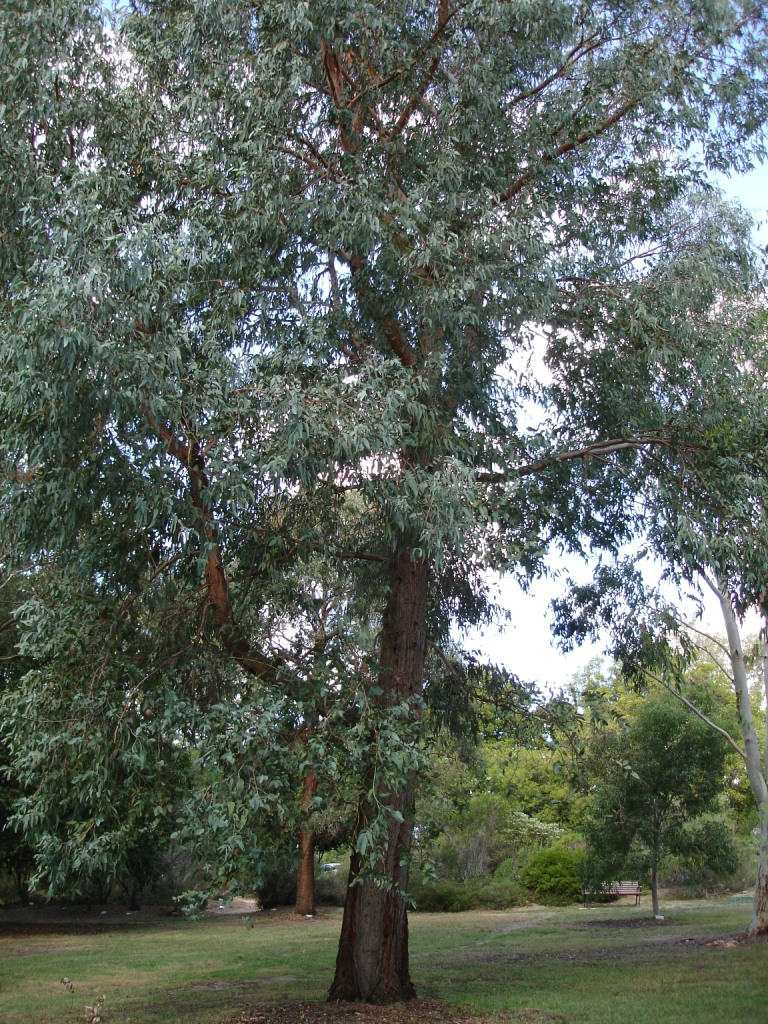
Евкаліпт
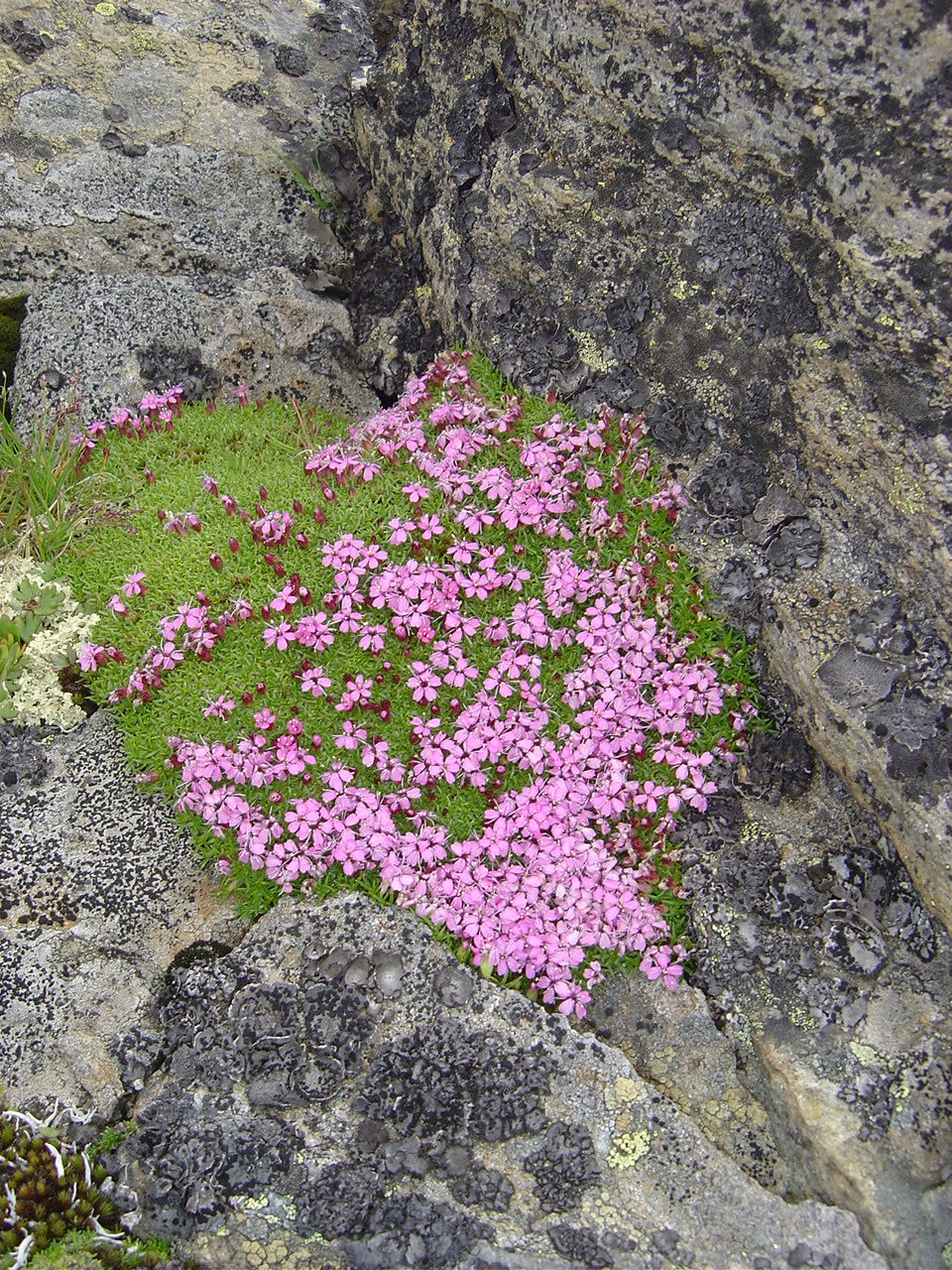
Silene acaulis